# جوردن رانكين
جوردن رانكين (بالإنجليزية: Jordan Rankin)‏ هو لاعب دوري الرغبي أسترالي، ولد في 17 ديسمبر 1991 في غولد كوست في أستراليا.